# بوابة التعاقدات العامة (مصر)
نشأت بوابة المشتريات الحكومية لتخدم حركة الشراء بالجهاز الحكومي في تقديم الحل الإلكتروني لكل من إدارات المشتريات في الوزارات والهيئات الحكومية والموردين حيث تم ميكنة إجراءات نشر وتقييم وإعلان نتائج العمليات الشرائية حيث صدق رئيس الجمهورية، على قانون رقم 182 لسنة 2018، بشأن قانون تنظيم التعاقدات التي تبرمها الجهات الحكومية والعامة ليكون بديلا لقانون 89 لسنة 1998.

## البوابة المصرية للمشتريات الحكومية
بوابة التعاقدات العامة المصرية هي نتيجة مشروع مشترك بين وزارة التخطيط والمتابعة والإصلاح الإداري والهيئة العامة للخدمات الحكومية ووزارة المالية حيث تعد هذه البوابة هي الأولى من نوعها على مستوى الشرق الأوسط التي تقدم خدمات إلكترونية في مجال العمليات الشرائية الحكومية.
حيث صممت البوابة لتساعد الحكومة على نشر العمليات عبر الإنترنت في جميع المجالات وتسهل البوابة على الموردين وغيرهم تقديم العروض إلكترونياً ليتم تقييمها بصورة إلكترونية سهلة وفعالة وتوفر الشفافية ويضمن سهولة التعامل حيث كونة نظام إلكتروني حديث.
- توفر البوابة العديد من الخدمات والموجهة بصفة أساسية إلى الموردين ومسئولي إدارات المشتريات في الوزارات والجهات الحكومية المصرية الذين يطرحون العمليات الشرائية/المزايدات ويستقبلون العروض المالية والفنية من قبل الموردين. ومن ثم يتقدم الموردين بعروضهم وأسعارهم وتتم عملية التقييم ويختار مسئولو المشتريات واحداً من تلك العروض. والبوابة هي ثمرة التعاون الجاد بين وزارة التخطيط والمتابعة والإصلاح الإداري والهيئة العامة للخدمات الحكومية، حيث صممت لتساعد الحكومة على نشر العمليات عبر الإنترنت في جميع المجالات. وتسهل البوابة على الموردين وغيرهم تقديم العروض إلكترونياً ليتم تقييمها مما يزيد من الشفافية ويضمن عدم التلاعب وسهولة الأداء والعمل.
- كما انها تشتمل البوابة على كثير من الخدمات للموردين ومسئولو المشتريات، حيث سيكون بإمكان المورد استعراض العمليات الشرائية/المزايدات المفتوحة، وتقديم العروض المالية والفنية بسرية وخصوصية تامة. وتسهل البوابة على المورد التعامل مع الجهات الحكومية حيث ولأول مرة يتم تسجيل المورد مركزياً على البوابة وعند اعتماده يصبح من حقه التعامل مع جميع الجهات الحكومية التي تتعامل مع البوابة. أما بالنسبة لمسئولين المشتريات في أي جهة حكومية بمجرد اشتراكهم بالبوابة سيمكنهم التقدم بطلب شراء مركزية للهيئة أو نشر العمليات الشرائية/المزايدات الخاصة بهم على البوابة وتقييمها وإرسائها.

## وصلات خارجية
1. الموقع الرسمي لبوابة التعاقدات العامة المصرية
2. بوابة الحكومة المصرية -  المشتريات الحكومية
3. فيديو لوزارة التخطيط توضح خطوات تسجيل الموردين عبر بوابة المشتريات الحكومية